# Llista de monuments de les Corts
Llista de monuments del districte de les Corts (Barcelona) inclosos en l'Inventari del Patrimoni Arquitectònic Català i en el catàleg de Patrimoni Arquitectònic de Barcelona.

## Monuments d'interès nacional
Monuments inscrits en el Registre de Béns Culturals d'Interès Nacional (BCIN) amb la classificació de monuments històrics per ser una construcció o altra obra material produïda per l'activitat humana que configura una unitat singular de les més rellevants del patrimoni cultural català.
| Monument                                 | Protecció     | Estil/època                 | Localització                         | Coordenades                                          | Codi?         | Imatge |
| ---------------------------------------- | ------------- | --------------------------- | ------------------------------------ | ---------------------------------------------------- | ------------- | --- |
| Pavellons i porta nord de la Finca Güell | BCIN 35-MH-EN | Modernisme Antoni Gaudí XIX | Barcelona Av. de Pedralbes, 15       | 41° 23′ 22″ N, 2° 07′ 09″ E / 41.389322°N,2.119114°E | RI-51-0003822 | Pavellons i porta nord de la Finca Güell (Barcelona) · Vegeu més fotos d'aquest monument · Carregueu una nova foto d'aquest monument |
| Monestir de Santa Maria de Pedralbes     | BCIN 43-MH-EN | Gòtic XIV-XV                | Barcelona Baixada del Monestir, 1-15 | 41° 23′ 44″ N, 2° 06′ 45″ E / 41.39556°N,2.11250°E   | RI-51-0000431 | Monestir de Santa Maria de Pedralbes (Barcelona) · Vegeu més fotos d'aquest monument · Carregueu una nova foto d'aquest monument     |
| Palau Reial de Pedralbes, o Palau Reial  | BCIN 74-MH-EN | Noucentisme XX              | Barcelona Av. Diagonal, 686          | 41° 23′ 18″ N, 2° 07′ 01″ E / 41.38839°N,2.11703°E   | RI-51-0005274 | Palau de Pedralbes (Barcelona) · Vegeu més fotos d'aquest monument · Carregueu una nova foto d'aquest monument                       |

## Monuments d'interès local
Monuments declarats com béns culturals d'interès local (BCIL), inclosos en el Catàleg de Patrimoni Arquitectònic de Barcelona amb el nivell de protecció B.
| Monument                                                                      | Protecció | Estil/època | Localització | Coordenades                                          | Codi?     | Imatge |
| ----------------------------------------------------------------------------- | --------- | --- | --- | ---------------------------------------------------- | --------- | --- |
| Can Vinyals de la Torre, Torre Rodona                                         | BCIL 2000 | Obra popular, romànic, gòtic Segle X (torre), XIV, XVII (reforma masia) | Barcelona C. Doctor Salvador Cardenal, 7 - c. Sabino Arana, 27 | 41° 23′ 09″ N, 2° 07′ 27″ E / 41.385850°N,2.124121°E | IPA-30201 | Can Vinyals de la Torre (Barcelona) · Vegeu més fotos d'aquest monument · Carregueu una nova foto d'aquest monument                             |
| Can Planas, Can Freixes                                                       | BCIL 2000 | Obra popular Reconstrucció: 1702 | Barcelona Av. Joan XXIII, 2-14 - c. Maternitat, 1-25 | 41° 22′ 59″ N, 2° 07′ 23″ E / 41.383147°N,2.123082°E | IPA-30202 | Can Planas (Barcelona) · Vegeu més fotos d'aquest monument · Carregueu una nova foto d'aquest monument                                          |
| Torre de Santa Caterina, Torre de Pedralbes, Torre del Lleó, Torre Güell      | BCIL 2000 | Obra popular XVII-XVIII | Barcelona C. Panamà, 21-25 - c. Miret i Sans, 63-71 - c. Arnús i Garí, 11-15                                                                                        | 41° 23′ 43″ N, 2° 06′ 22″ E / 41.395198°N,2.106157°E | IPA-30203 | Torre de Santa Caterina (Barcelona) · Vegeu més fotos d'aquest monument · Carregueu una nova foto d'aquest monument                             |
| Can Deu                                                                       | BCIL 2000 | Eclecticisme Eduard Mercader i Sacanella, Xavier Aguilar i Borrás 1897; 1984-86 | Barcelona Pl. Concòrdia, 13 - c. Deu i Mata, 21-31 - c. Vilamur, 21-23                                                                                              | 41° 23′ 12″ N, 2° 07′ 57″ E / 41.386729°N,2.132494°E | IPA-30211 | Can Deu (Barcelona) · Vegeu més fotos d'aquest monument · Carregueu una nova foto d'aquest monument                                             |
| Casa Narcís Deu, Institut Pere Tarrés                                         | BCIL 2000 | Eclecticisme Pere Bruguera; B. Llongueras 1898; 1946 | Barcelona C. Numància, 149-151 - c. Joan Gamper, 30 - c. Solà, 33-43                                                                                                | 41° 23′ 17″ N, 2° 08′ 02″ E / 41.388081°N,2.133791°E | IPA-30212 | Casa Narcís Deu (Barcelona) · Vegeu més fotos d'aquest monument · Carregueu una nova foto d'aquest monument                                     |
| Can Rosés                                                                     | BCIL 2000 | Eclecticisme, obra popular Joaquim Gelabert i Cuyás 1716, 1900, 1991 | Barcelona Pl. Rosés - c. Deu i Mata, 49-65 - c. Numància, 138-148                                                                                                   | 41° 23′ 18″ N, 2° 08′ 05″ E / 41.388229°N,2.134692°E | IPA-30213 | Can Rosés (Barcelona) · Vegeu més fotos d'aquest monument · Carregueu una nova foto d'aquest monument                                           |
| Casa de Maternitat i Expòsits                                                 | BCIL 2000 | Modernista, noucentista, racionalista Camil Oliveras i Gensana; Joan Rubió i Bellver; Josep Goday i Casals; Carles Lladó i Badia; Manuel Baldrich i Tubau. 1889-98; 1903; 1915-24; 1934; 1942; 1953-57 | Barcelona Trav. Corts, 131-159 - c. Doctor Salvador Cardenal, 2-6 - av. Joan XXIII, 18-24 - c. Maternitat, 2-30 - c. Mejía Lequerica, 1-33 - c. Sabino Arana, 21-25 | 41° 23′ 07″ N, 2° 07′ 24″ E / 41.385178°N,2.123274°E | IPA-40355 | Casa provincial de la Maternitat (Barcelona) · Vegeu més fotos d'aquest monument · Carregueu una nova foto d'aquest monument                    |
| Monestir de Santa Maria de Montserrat de Pedralbes, Santa Maria Reina         | BCIL 2000 | Noucentisme neorenaixentista Nicolau M. Rubió i Tudurí, Raimon Durán i Reynals 1920, 1950 | Barcelona Av. Esplugues, 103 - c. Abadesa Olzet, 15-21 - c. Ardena, 2-8 - c. Miret i Sans, 28-36 - c. Moneders                                                      | 41° 23′ 34″ N, 2° 06′ 42″ E / 41.392644°N,2.111779°E | IPA-40382 | Monestir de Santa Maria de Montserrat de Pedralbes (Barcelona) · Vegeu més fotos d'aquest monument · Carregueu una nova foto d'aquest monument  |
| Vil·la Hèlius                                                                 | BCIL 2000 | Modernisme Manuel Joaquim Raspall i Mayol 1910, aprox. | Barcelona C. Panamà, 13 - c. Abadessa Olzet, 37 - c. Buxó, 7 | 41° 23′ 44″ N, 2° 06′ 27″ E / 41.395499°N,2.107485°E | IPA-41197 | Vil·la Hèlius (Barcelona) · Vegeu més fotos d'aquest monument · Carregueu una nova foto d'aquest monument                                       |
| Antic Ajuntament de les Corts, seu del Districte de les Corts                 | BCIL 2000 | Eclecticisme Antoni Rovira i Rabassa 1882-84 | Barcelona Pl. Comas, 18 - c. Joan Güell, 199-201 - c. Joaquim Molins, 16                                                                                            | 41° 23′ 08″ N, 2° 07′ 47″ E / 41.385589°N,2.129821°E | IPA-41239 | Antic Ajuntament de les Corts (Barcelona) · Vegeu més fotos d'aquest monument · Carregueu una nova foto d'aquest monument                       |
| Portes sud i est de la Finca Güell                                            | BCIL 2000 | Modernisme Antoni Gaudí i Cornet 1884 | Barcelona Av. Joan XXIII, 27-31; c. Martí i Franqués, 2-12 | 41° 23′ 10″ N, 2° 07′ 21″ E / 41.38598°N,2.122392°E  | IPA-41242 | Portes sud i est de la Finca Güell (Barcelona) · Vegeu més fotos d'aquest monument · Carregueu una nova foto d'aquest monument                  |
| Casa Hurtado                                                                  | BCIL 2000 | Modernisme Guillem Busquets i Vautrabers 1905 | Barcelona Av. Pedralbes, 46-48 | 41° 23′ 32″ N, 2° 06′ 59″ E / 41.392121°N,2.116359°E | IPA-41247 | Casa Hurtado (Barcelona) · Vegeu més fotos d'aquest monument · Carregueu una nova foto d'aquest monument                                        |
| Facultat de Dret                                                              | BCIL 2000 | Racionalisme Pere López i Iñigo; Xavier Subías i Fagés; Guillem Giráldez i Dávila 1958 | Barcelona Av. Diagonal, 684 - av. Pedralbes, 1-15 - c. Fernando Primo de Rivera, 2-30 - pl. Pius XII, 6                                                             | 41° 23′ 14″ N, 2° 07′ 16″ E / 41.387124°N,2.121012°E | IPA-41250 | Facultat de Dret (Barcelona) · Vegeu més fotos d'aquest monument · Carregueu una nova foto d'aquest monument                                    |
| Casa Pániker                                                                  | BCIL 2000 | Postracionalista Joan Antoni Ballesteros, Francisco de la Guardia, Joan Carles Cardenal, Pere Llimona, Xavier Ruiz 1959                                                                                | Barcelona C. Castellet, 9-11 | 41° 23′ 41″ N, 2° 06′ 36″ E / 41.394798°N,2.110061°E | IPA-42434 | Casa Pániker (Barcelona) · Vegeu més fotos d'aquest monument · Carregueu una nova foto d'aquest monument                                        |
| Parròquia de Santa Maria del Remei                                            | BCIL 2000 | Eclecticisme J. O. Mestres i Esplugas; A. Rovira i Rabassa; E. Sagnier i Villavecchia; J. Rodríguez i Lloveras 1846-97; 1902-04; 1943-47                                                               | Barcelona Pl. Concòrdia, 1 - c. Doctor Ibáñez, 23 - c. Cabestany, 26-34                                                                                             | 41° 23′ 13″ N, 2° 07′ 56″ E / 41.386834°N,2.132110°E | IPA-42435 | Parròquia de Santa Maria del Remei (Barcelona) · Vegeu més fotos d'aquest monument · Carregueu una nova foto d'aquest monument                  |
| Escola d'Alts Estudis Mercantils, Escola Universitària d'Estudis Empresarials | BCIL 2000 | Neoracionalisme Rafael García de Castro, Javier Carvajal i Ferrer; Francesc Bassó i Birulés, Joaquim Gili i Morós 1955-59                                                                              | Barcelona Av. Diagonal, 694-696 - c. González Tablas, 2 - av. Exèrcit, 2-6 - c. Trías i Giró, 2-14 - c. Alfambra, 1-9                                               | 41° 23′ 07″ N, 2° 06′ 42″ E / 41.385348°N,2.111762°E | IPA-42437 | Escola d'Alts Estudis Mercantils (Barcelona) · Vegeu més fotos d'aquest monument · Carregueu una nova foto d'aquest monument                    |
| El Conventet                                                                  | BCIL 2000 | Noucentisme Enric Sagnier i Villavecchia; Francesc Folguera i Grassi Origen: segles XIV-XV; primera reforma: 1918-22; segona reforma: 1942                                                             | Barcelona Bda. Monestir, 2-8 - c. Bisbe Català, 1-5 - pl. Monestir, 1-2                                                                                             | 41° 23′ 45″ N, 2° 06′ 47″ E / 41.395801°N,2.112932°E | IPA-42438 | El Conventet (Barcelona) · Vegeu més fotos d'aquest monument · Carregueu una nova foto d'aquest monument                                        |
| Edifici Tokio                                                                 | BCIL 2000 | Postracionalista Francesc Mitjans i Miró 1957 | Barcelona Av. Pedralbes, 57-61 | 41° 23′ 37″ N, 2° 06′ 51″ E / 41.393744°N,2.114151°E | IPA-42439 | Edifici Tokio (Barcelona) · Vegeu més fotos d'aquest monument · Carregueu una nova foto d'aquest monument                                       |
| Can Bartomeu, Pati dels Tarongers                                             | BCIL 2000 | Noucentisme 1920-25 | Barcelona C. Ràbida, 5 - pg. Sant Francesc, 12 | 41° 23′ 47″ N, 2° 06′ 26″ E / 41.396401°N,2.107238°E | IPA-42440 | Can Bartomeu (Barcelona) · Vegeu més fotos d'aquest monument · Carregueu una nova foto d'aquest monument                                        |
| Edifici d'habitatges al carrer de Nicaragua 97-99                             | BCIL 2000 | Racionalisme Ricardo Bofill Levi 1962-64 | Barcelona C. Nicaragua, 97-99 - c. Marquès de Sentmenat, 68 | 41° 23′ 07″ N, 2° 08′ 20″ E / 41.385214°N,2.138853°E | IPA-42442 | Edifici d'habitatges al carrer de Nicaragua 97-99 (Barcelona) · Vegeu més fotos d'aquest monument · Carregueu una nova foto d'aquest monument   |
| Cementiri de les Corts (mur de tanca, edifici de l'administració i capella)   | BCIL 2000 | Eclecticisme 1846-47; reforma: 1897 | Barcelona Av. Joan XXIII, 3-15 | 41° 23′ 00″ N, 2° 07′ 19″ E / 41.383213°N,2.121920°E | IPA-42444 | Cementiri de les Corts (Barcelona) · Vegeu més fotos d'aquest monument · Carregueu una nova foto d'aquest monument                              |
| Casa Rafael Parcerisas                                                        | BCIL 2000 | Racionalisme Fernando de la Escosura Pulido 1941-42 | Barcelona C. Morales, 2 - trav. Corts, 332 - c. Entença, 306-312 | 41° 23′ 20″ N, 2° 08′ 21″ E / 41.389023°N,2.139107°E | IPA-42445 | Casa Rafael Parcerisas (Barcelona) · Vegeu més fotos d'aquest monument · Carregueu una nova foto d'aquest monument                              |
| Jardins i brolladors del Palau de Pedralbes                                   | BCIL 2000 | Noucentista Nicolau M. Rubió i Tudurí; Carles Buigas i Sans 1924 | Barcelona Av. Diagonal, 686 | 41° 23′ 12″ N, 2° 07′ 06″ E / 41.386796°N,2.118205°E | IPA-50998 | Jardins i brolladors del Palau de Pedralbes (Barcelona) · Vegeu més fotos d'aquest monument · Carregueu una nova foto d'aquest monument         |
| Font d'Hèrcules del Palau de Pedralbes                                        | BCIL 2000 | Modernisme Antoni Gaudí i Cornet 1884, aprox. | Barcelona Av. Diagonal, 686 | 41° 23′ 16″ N, 2° 07′ 01″ E / 41.387762°N,2.116815°E | IPA-50999 | Font d'Hèrcules del Palau de Pedralbes (Barcelona) · Vegeu més fotos d'aquest monument · Carregueu una nova foto d'aquest monument              |
| Umbracle del Palau de Pedralbes                                               | BCIL 2000 | Modernisme Antoni Gaudí i Cornet 1884, aprox. | Barcelona Av. Diagonal, 686 | 41° 23′ 17″ N, 2° 07′ 04″ E / 41.387994°N,2.117794°E | IPA-51017 | Umbracle del Palau de Pedralbes (Barcelona) · Vegeu més fotos d'aquest monument · Carregueu una nova foto d'aquest monument                     |
| La deessa, estàtua exterior A del Palau de Pedralbes                          | BCIL 2000 | Noucentista Àngel Tarrac i Barribia 1926-27, aprox. | Barcelona Av. Diagonal, 686 | 41° 23′ 10″ N, 2° 07′ 02″ E / 41.38615°N,2.117114°E  | IPA-51049 | La deessa (Barcelona) · Vegeu més fotos d'aquest monument · Carregueu una nova foto d'aquest monument                                           |
| Nu Femení del Palau de Pedralbes                                              | BCIL 2000 | Noucentisme Enric Casanovas i Roy 1927-28, aprox. | Barcelona Av. Diagonal, 686 | 41° 23′ 12″ N, 2° 07′ 06″ E / 41.386544°N,2.118385°E | IPA-51097 | Nu Femení del Palau de Pedralbes (Barcelona) · Vegeu més fotos d'aquest monument · Carregueu una nova foto d'aquest monument                    |
| Nu Femení Agenollat del palau de Pedralbes, Dona contemporània                | BCIL 2000 | Noucentista Joan Borrell i Nicolau 1925 | Barcelona Av. Diagonal, 686 | 41° 23′ 17″ N, 2° 06′ 58″ E / 41.38799°N,2.116091°E  | IPA-52208 | Nu Femení Agenollat del palau de Pedralbes (Barcelona) · Vegeu més fotos d'aquest monument · Carregueu una nova foto d'aquest monument          |
| Estàtua exterior B del palau de Pedralbes                                     | BCIL 2000 | Noucentista Enric Casanovas i Roy 1926-27, aprox. | Barcelona Av. Diagonal, 686 | 41° 23′ 12″ N, 2° 07′ 06″ E / 41.386544°N,2.118385°E | IPA-52213 | Estàtua exterior B del palau de Pedralbes (Barcelona) · Vegeu més fotos d'aquest monument · Carregueu una nova foto d'aquest monument           |
| Estàtua exterior C del palau de Pedralbes                                     | BCIL 2000 | Noucentista Josep Llimona i Bruguera 1926-27, aprox. | Barcelona Av. Diagonal, 686 | 41° 23′ 12″ N, 2° 07′ 08″ E / 41.386588°N,2.11886°E  | IPA-52215 | Estàtua exterior C del palau de Pedralbes (Barcelona) · Vegeu més fotos d'aquest monument · Carregueu una nova foto d'aquest monument           |
| Al·legoria a la Marina (Palau de Pedralbes)                                   | BCIL 2000 | Noucentista Eusebi Arnau i Mascort 1926-27, aprox. | Barcelona Av. Diagonal, 686 | 41° 23′ 12″ N, 2° 07′ 06″ E / 41.386544°N,2.118385°E | IPA-52216 | Al·legoria a la Marina (Barcelona) · Vegeu més fotos d'aquest monument · Carregueu una nova foto d'aquest monument                              |
| Jardins de la Torre Melina                                                    | BCIL 2000 | Romanticocolonial Atribuïts a Josep Fontseré i Mestres 1875 | Barcelona C. Torre Melina, 12-16 | 41° 22′ 56″ N, 2° 06′ 33″ E / 41.382117°N,2.109166°E | IPA-52217 | Jardins de la Torre Melina (Barcelona) · Vegeu més fotos d'aquest monument · Carregueu una nova foto d'aquest monument                          |
| Banc del Pavelló de Romania de l'Exposició del 1929 (Palau de Pedralbes)      | BCIL 2000 | Atribuït a Duiliu Marcú 1929 | Barcelona Av. Diagonal, 686 | 41° 23′ 13″ N, 2° 07′ 00″ E / 41.386968°N,2.116581°E | IPA-53251 | Banc del Pavelló de Romania de l'Exposició del 1929 (Barcelona) · Vegeu més fotos d'aquest monument · Carregueu una nova foto d'aquest monument |
| Conjunt especial del Palau de Pedralbes                                       | BCIL 2000 | Noucentisme 1921-24 (edificis), 1884 i 1925-27 (jardins) | Barcelona Av. Diagonal, 686 - c. Fernando Primo de Rivera, 1-11 - c. Jordi Girona, 28-32 - c. Tinent Coronel Valenzuela, 2-10                                       | 41° 23′ 13″ N, 2° 07′ 05″ E / 41.387°N,2.118°E       | IPA-53287 | Conjunt especial del Palau de Pedralbes (Barcelona) · Vegeu més fotos d'aquest monument · Carregueu una nova foto d'aquest monument             |

## Monuments integrants del patrimoni
Altres monuments inclosos a l'Inventari del Patrimoni Arquitectònic Català.
| Monument                                                                                    | Protecció | Estil/època                                                                                  | Localització                                                                                | Coordenades                                          | Codi?     | Imatge |
| ------------------------------------------------------------------------------------------- | --------- | -------------------------------------------------------------------------------------------- | ------------------------------------------------------------------------------------------- | ---------------------------------------------------- | --------- | --- |
| Els Capellanets o Can Capellanets, Seminari Major de les Corts                              |           | Historicisme XVIII-XIX                                                                       | Barcelona C. del Remei, 20-32 - c. Galileu, 325-329                                         | 41° 23′ 11″ N, 2° 07′ 51″ E / 41.38632°N,2.13080°E   | IPA-30205 | Els Capellanets (Barcelona) · Vegeu més fotos d'aquest monument · Carregueu una nova foto d'aquest monument                                          |
| Can Piera                                                                                   |           | Noucentisme XX                                                                               | Barcelona C. Panamà, 22                                                                     | 41° 23′ 44″ N, 2° 06′ 25″ E / 41.39564°N,2.10688°E   | IPA-30206 | Carregueu una nova foto d'aquest monument |
| La Font del Lleó                                                                            |           | Noucentisme XX                                                                               | Barcelona Av. Pearson, 70 (enderrocada)                                                     | 41° 23′ 45″ N, 2° 06′ 17″ E / 41.39592°N,2.10461°E   | IPA-30207 | La Font del Lleó (Barcelona) · Vegeu més fotos d'aquest monument · Carregueu una nova foto d'aquest monument                                         |
| Passatge de Piera                                                                           |           | Obra popular XIX                                                                             | Barcelona Ptge. Piera                                                                       | 41° 23′ 14″ N, 2° 08′ 21″ E / 41.387164°N,2.139181°E | IPA-30209 | Passatge de Piera (Barcelona) · Vegeu més fotos d'aquest monument · Carregueu una nova foto d'aquest monument                                        |
| Mas Pedra Alba, Can Bonavia                                                                 |           | Obra popular XX                                                                              | Barcelona Pg. Sant Francesc, 11-19                                                          | 41° 23′ 48″ N, 2° 06′ 25″ E / 41.396753°N,2.107023°E | IPA-30208 | Mas Pedra Alba (Barcelona) · Vegeu més fotos d'aquest monument · Carregueu una nova foto d'aquest monument                                           |
| Passatge Castells                                                                           |           | Obra popular XIX                                                                             | Barcelona C. Castells                                                                       | 41° 23′ 14″ N, 2° 08′ 22″ E / 41.38725°N,2.13935°E   | IPA-30210 | Passatge Castells (Barcelona) · Vegeu més fotos d'aquest monument · Carregueu una nova foto d'aquest monument                                        |
| Can Canet de la Riera                                                                       |           | Obra popular XVI-XVIII                                                                       | Barcelona C. Bosch i Gimpera, 5-13, R.C. Tennis Barcelona                                   | 41° 23′ 33″ N, 2° 07′ 03″ E / 41.39255°N,2.11761°E   | IPA-30359 | Can Canet de la Riera (Barcelona) · Vegeu més fotos d'aquest monument · Carregueu una nova foto d'aquest monument                                    |
| Habitatge al carrer Numància 169                                                            |           | Eclecticisme, historicisme XIX-XX                                                            | Barcelona C. Numància, 169                                                                  | 41° 23′ 20″ N, 2° 07′ 59″ E / 41.388964°N,2.132962°E | IPA-39758 | Habitatge al carrer Numància 169 (Barcelona) · Vegeu més fotos d'aquest monument · Carregueu una nova foto d'aquest monument                         |
| Cristalerías Planell , Cristalleries Planell                                                |           | Modernisme, neoclassicisme XX (1913, 1940-42)                                                | Barcelona C. Anglesola, 1-7                                                                 | 41° 23′ 15″ N, 2° 07′ 55″ E / 41.387399°N,2.132047°E | IPA-41236 | Cristalerías Planell (Barcelona) · Vegeu més fotos d'aquest monument · Carregueu una nova foto d'aquest monument                                     |
| Edificis Trade                                                                              |           | Darreres tendències José Antonio Coderch de Sentmenat i Manuel Valls i Vergés XX (1965-1968) | Barcelona Gran Via Carles III, 86-94 - c. Les Corts, 27-33                                  | 41° 23′ 10″ N, 2° 07′ 40″ E / 41.386026°N,2.127748°E | IPA-41240 | Edificis Trade (Barcelona) · Vegeu més fotos d'aquest monument · Carregueu una nova foto d'aquest monument                                           |
| Antics habitatges de la Cooperativa El Bienestar Obrero, conjunt del carrer del Comte Güell |           | Modernisme Josep Plantada i Artigas XX (1913)                                                | Barcelona C. Comte Güell, 3-15 i 4-18                                                       | 41° 22′ 41″ N, 2° 07′ 20″ E / 41.378054°N,2.122260°E | IPA-41241 | Antics habitatges de la Cooperativa El Bienestar Obrero (Barcelona) · Vegeu més fotos d'aquest monument · Carregueu una nova foto d'aquest monument  |
| Camp Nou, Estadi del Futbol Club Barcelona                                                  |           | Darreres tendències XX (1954-57)                                                             | Barcelona Travessera de les Corts, 73-129                                                   | 41° 22′ 51″ N, 2° 07′ 22″ E / 41.380892°N,2.122816°E | IPA-41243 | Camp Nou (Barcelona) · Vegeu més fotos d'aquest monument · Carregueu una nova foto d'aquest monument                                                 |
| Casa Artigas                                                                                |           | Noucentisme Vicenç Artigas i Albertí XX (1915, 1919)                                         | Barcelona Pl. del Monestir, 5-6                                                             | 41° 23′ 47″ N, 2° 06′ 45″ E / 41.396442°N,2.112503°E | IPA-41244 | Casa Artigas (Barcelona) · Vegeu més fotos d'aquest monument · Carregueu una nova foto d'aquest monument                                             |
| Torre Cortés, Casa Espona                                                                   |           | Modernisme Salvador Valeri i Pupurull XX (1913)                                              | Barcelona C. del Bisbe Català, 8 - pl. Pedralbes                                            | 41° 23′ 43″ N, 2° 06′ 50″ E / 41.395401°N,2.113829°E | IPA-41245 | Torre Cortés (Barcelona) · Vegeu més fotos d'aquest monument · Carregueu una nova foto d'aquest monument                                             |
| Casa Soler                                                                                  |           | Noucentisme Joan Maymó i Cabanellas XX (1920-21)                                             | Barcelona C. del Bisbe Català, 14 - pl. Pedralbes                                           | 41° 23′ 43″ N, 2° 06′ 52″ E / 41.395400°N,2.114311°E | IPA-41246 | Casa Soler (Barcelona) · Vegeu més fotos d'aquest monument · Carregueu una nova foto d'aquest monument                                               |
| Casa Anna de Móra de Bacardí                                                                |           | Modernisme Jeroni Ferran Granell i Manresa 1911                                              | Barcelona C. Sor Eulàlia d'Anzizu, 41 - c. Miret i Sans, 2-4                                | 41° 23′ 26″ N, 2° 06′ 46″ E / 41.390419°N,2.112669°E | IPA-41248 | Casa Anna de Móra de Bacardí (Barcelona) · Vegeu més fotos d'aquest monument · Carregueu una nova foto d'aquest monument                             |
| Caserna del Bruc                                                                            |           | Historicisme XX (1928-1930)                                                                  | Barcelona Av. de l'Exèrcit, 1                                                               | 41° 23′ 11″ N, 2° 06′ 36″ E / 41.38636°N,2.110078°E  | IPA-41249 | Quarter del Bruc (Barcelona) · Vegeu més fotos d'aquest monument · Carregueu una nova foto d'aquest monument                                         |
| Torre Blanca                                                                                |           | Modernisme XX (1915)                                                                         | Barcelona Pg. Til·lers, 1                                                                   | 41° 23′ 22″ N, 2° 07′ 07″ E / 41.389385°N,2.118633°E | IPA-41251 | Torre Blanca (Barcelona) · Vegeu més fotos d'aquest monument · Carregueu una nova foto d'aquest monument                                             |
| Edifici Illa Diagonal                                                                       |           | Darreres tendències XX                                                                       | Barcelona Av. Diagonal, 545-575                                                             | 41° 23′ 22″ N, 2° 08′ 07″ E / 41.389544°N,2.135307°E | IPA-41252 | Edifici Illa Diagonal (Barcelona) · Vegeu més fotos d'aquest monument · Carregueu una nova foto d'aquest monument                                    |
| Institut Universitari Dexeus, Institut Frenopàtic de les Corts                              |           | Neoclassicisme-romàntic, darreres tendències August Font i Carreras 1850-1865, 2001-2007     | Barcelona C. Sabino Arana, 5-19 - c. Mejía Lequerica, 35-55 - c. Institut Frenopàtic, 17    | 41° 23′ 03″ N, 2° 07′ 35″ E / 41.384117°N,2.12645°E  | IPA-41253 | Institut Universitari Dexeus (Barcelona) · Vegeu més fotos d'aquest monument · Carregueu una nova foto d'aquest monument                             |
| Edifici Banca Catalana, Editorial Planeta                                                   |           | Darreres tendències 1976-1979                                                                | Barcelona Av. Diagonal, 662-664 - Gran Via de Carles III                                    | 41° 23′ 21″ N, 2° 07′ 43″ E / 41.389234°N,2.128500°E | IPA-42636 | Edifici Banca Catalana (Barcelona) · Vegeu més fotos d'aquest monument · Carregueu una nova foto d'aquest monument                                   |
| Torre Atalaya                                                                               |           | Escola de Barcelona 1966-1971                                                                | Barcelona Av. Diagonal, 523 - av. Sarrià                                                    | 41° 23′ 28″ N, 2° 08′ 22″ E / 41.391037°N,2.139381°E | IPA-42749 | Torre Atalaya (Barcelona) · Vegeu més fotos d'aquest monument · Carregueu una nova foto d'aquest monument                                            |
| Palau de Congressos de Catalunya                                                            |           | 1996-2000                                                                                    | Barcelona Av. Diagonal, 661                                                                 | 41° 23′ 00″ N, 2° 06′ 33″ E / 41.38325°N,2.10917°E   | IPA-46066 | Palau de Congressos de Catalunya (Barcelona) · Vegeu més fotos d'aquest monument · Carregueu una nova foto d'aquest monument                         |
| Edifici Monitor                                                                             |           | Postmodernisme 1968-1970                                                                     | Barcelona Av. Diagonal, 672                                                                 | 41° 23′ 19″ N, 2° 07′ 32″ E / 41.388597°N,2.125668°E | IPA-46068 | Edifici Monitor (Barcelona) · Vegeu més fotos d'aquest monument · Carregueu una nova foto d'aquest monument                                          |
| Les Escales Park, conjunt residencial                                                       |           | Racionalisme tardà Josep Lluís Sert 1967                                                     | Barcelona C. Sor Eulàlia d'Anzizu, 46                                                       | 41° 23′ 31″ N, 2° 06′ 56″ E / 41.39187°N,2.11545°E   | IPA-46081 | Les Escales Park (Barcelona) · Vegeu més fotos d'aquest monument · Carregueu una nova foto d'aquest monument                                         |
| Escola Thau                                                                                 |           | Postmodernisme Escola de Barcelona 1972-1975                                                 | Barcelona Av. d'Esplugues, 49-53                                                            | 41° 23′ 15″ N, 2° 06′ 21″ E / 41.38757°N,2.10593°E   | IPA-46096 | Escola Thau (Barcelona) · Vegeu més fotos d'aquest monument · Carregueu una nova foto d'aquest monument                                              |
| Edifici d'habitatges i oficines a Can Bruixa                                                |           | Postmodernisme Escola de Barcelona 1973-1975                                                 | Barcelona C. Galileu, 281-285 - c. Can Bruixa                                               | 41° 23′ 02″ N, 2° 07′ 56″ E / 41.38389°N,2.13217°E   | IPA-46100 | Edifici d'habitatges i oficines a Can Bruixa (Barcelona) · Vegeu més fotos d'aquest monument · Carregueu una nova foto d'aquest monument             |
| Ampliació de l'Escola Tècnica Superior d'Arquitectura de Barcelona                          |           | Escola de Barcelona 1985                                                                     | Barcelona Av. Diagonal, 649                                                                 | 41° 23′ 03″ N, 2° 06′ 50″ E / 41.3842°N,2.1139°E     | IPA-46148 | Ampliació de l'Escola Tècnica Superior d'Arquitectura (Barcelona) · Vegeu més fotos d'aquest monument · Carregueu una nova foto d'aquest monument    |
| Antiga Facultat de Ciències Econòmiques i Empresarials de la UB                             |           | Racionalisme 1964-1967                                                                       | Barcelona Av. Diagonal, 690                                                                 | 41° 23′ 08″ N, 2° 06′ 51″ E / 41.38552°N,2.11411°E   | IPA-46160 | Facultat de Ciències Econòmiques i Empresarials de la UB (Barcelona) · Vegeu més fotos d'aquest monument · Carregueu una nova foto d'aquest monument |
| Casa Sardañés i Bonet                                                                       |           | Expressionista Ramon Puig i Gairalt 1935                                                     | Barcelona C. Déu i Mata, 146-148 - ptge. de les Cinc Torres - c. Taquígraf Garriga, 151-153 | 41° 23′ 25″ N, 2° 08′ 20″ E / 41.39022°N,2.13892°E   | IPA-46343 | Casa Sardañés i Bonet (Barcelona) · Vegeu més fotos d'aquest monument · Carregueu una nova foto d'aquest monument                                    |
| Fundació Nazareth                                                                           |           | Noucentisme 1921-1928                                                                        | Barcelona Av. d'Esplugues, 42-52 - c. de Carreras - c. de Cavallers - c. González Tablas    | 41° 23′ 16″ N, 2° 06′ 27″ E / 41.38782°N,2.10737°E   | IPA-49553 | Fundació Nazareth (Barcelona) · Vegeu més fotos d'aquest monument · Carregueu una nova foto d'aquest monument                                        |
| Palau Abadal                                                                                |           | Noucentisme Adolf Florensa Ferrer 1927-1930                                                  | Barcelona Av. Diagonal, 668-670 - c. Capità Arenas, 1                                       | 41° 23′ 19″ N, 2° 07′ 35″ E / 41.38858°N,2.12641°E   | IPA-49554 | Palau Abadal (Barcelona) · Vegeu més fotos d'aquest monument · Carregueu una nova foto d'aquest monument                                             |
| Monument a Pearson                                                                          |           | Noucentisme Josep Viladomat Massanas XX                                                      | Barcelona Pl. Pedralbes                                                                     | 41° 23′ 44″ N, 2° 06′ 51″ E / 41.39564°N,2.11424°E   | IPA-51063 | Monument a Pearson (Barcelona) · Vegeu més fotos d'aquest monument · Carregueu una nova foto d'aquest monument                                       |